# مسجد الفلاح الكبير
مسجد الفلاح الكبير هو أكبر مسجد في جمبي في إندونيسيا، تم بناء المسجد في عام 1971 واكتمل في عام 1980، إن طريقة بناء الجامع هو تماما مثل قاعة مفتوحة بها العديد من الأعمدة بالإضافة لقبة كبيرة .

## التاريخ
موقع الأرض الذي بني فيها المسجد الكبير هو مركز مملكة الملايو من جمبي، وفي عام 1885 قام المستعمرون الهولنديون بالتحكم في الأرض واستخدامها كمركز للحكومة والحصن الهولندي، وهذا يتفق مع مؤرخ مدينة جمبي الجنيدي تي نور حيث قال : المسجد الكبير الفلاح يقف على أرض القصر السابق للسلطان طه انداختر سيف الدين، وفي عام 1858 قام سلطان سلطنة جمبي طه سيف الدين بإلغاء جميع الاتفاقات المبرمة مع الهولنديين، مما أدى لغضب الهولنديين وقاموا بمهاجمة القصر، وفي عام 1906 أصبح موقع قصر السلطان السابق يستخدمه الجيش الهولندي كقاعدة وإقامة، ومن عهد الاستقلال حتى عام 1970 تم استخدام الموقع كمهجع عسكري في جمبي .
في البداية ظهرت فكرة بناء المسجد الكبير في عام 1960 من قبل حكومة جمبي والقادة الإسلاميين في جمبي، وبدأت عملية بناء المسجد الجديد في عام 1971، وتم افتتاح الجامع الكبير في مدينة الفلاح في جمبي من الرئيس سوهارتو في التاسع عشر من شهر أيلول عام 1980، بني المسجد على مساحة تبلغ أكثر من 26.890 متر مربع أو أكثر من 2.7 هكتار، في حين أن مساحة مبنى المسجد 6400 متر مربع  مع حجم بناء 80  متر في 80 متر، ويمكن أن تستوعب المسجد 10 آلاف مصلي في وقت واحد .

## العمارة
الجامع الكبير في مدينة الفلاح بني كاملا مع قبة كبيرة ومآذن شاهقة، كما صمم المبنى بشكل مفتوح بدون أبواب ونوافذ، في حين زينت داخل القبة بخطوط الزينة وخطوط متناظرة متشابهة لخطوط الطول والعرض للكرة الأرضية، والحلقة تحت القبة الكبيرة مزينة بالخط القرآني ولوحة ذهبية اللون، بالإضافة لثريا كبيرة جدا مصنوعة من النحاس تجمل مظهر الفضاء تحت القبة .

## وصلات خارجية
- صور المسجد
- عن المسجد